# Costa Mbisdikis
Costantinos (Costa) Mbisdikis (20 oktober 1963) is een gewezen Grieks-Belgische voetballer. In de jaren 80 speelde hij verscheidene seizoenen voor Waterschei SV Thor.

## Carrière
Costa Mbisdikis was een middenvelder die begin jaren 80 debuteerde bij Waterschei SV Thor. De Limburgse club vertoefde in eerste klasse. De Griekse Limburger was er die dagen een ploegmaat van onder meer Marc Emmers, Lei Clijsters, Roland Janssen, Klaus Pudelko en Pier Janssen. Hij maakte de Europese campagne van de club van dichtbij mee.
Na een uitleenbeurt aan vierdeklasser KSV Mol keerde Mbisdikis in 1986 terug naar Waterschei, dat ondertussen naar de tweede klasse was teruggezakt. In 1988 volgde er een fusie met FC Winterslag en werd Racing Genk opgericht. Voor Mbisdikis om andere oorden op te zoeken. Hij trok voor twee seizoenen naar Griekenland en keerde dan terug naar België. De talentvolle Mbisdikis kon bij Waterschei nooit volledig doorbreken en was nadien nog actief bij bescheiden clubs als Lanaken en Flandria Dorne.